# The Flood (canção de Katie Melua)
"The Flood" é uma canção da cantora georgiana Katie Melua, para o seu quarto álbum de estúdio The House. Foi o single de apresentação do disco, lançado a 17 de Maio de 2010 digitalmente e 24 de Maio do mesmo ano fisicamente, no Reino Unido.

## Vídeo musical
O vídeo musical foi dirigido por Kevin Godley, que também trabalhou com Eric Clapton e U2, e ainda com a própria Katie Melua em "Nine Million Bicycles". Mostra cenas da cantora a cantar e tocar piano numa plataforma que gira, cercada por dançarinos masculinos.

## Faixas e formatos
| Download digital |                                                |         |  |
| N.º              | Título                                         | Duração |  |
| 1.               | "The Flood" (Edição de rádio)                  | 3:40    |  |
| 2.               | "The Flood" (Edição de rádio por Danny Kirsch) | 3:49    |  |
| 3.               | "The Flood" (Remix por Michael Woods)          | 4:40    |  |
| 4.               | "The Flood" (Remix por Jakwob)                 | 4:57    |  |

| CD single |                          |         |  |
| N.º       | Título                   | Duração |  |
| 1.        | "The Flood"              | 3:40    |  |
| 2.        | "The One I Love Is Gone" | 3:40    |  |

## Recepção da crítica
| Críticas profissionais | Críticas profissionais |
| Avaliações da crítica  | Avaliações da crítica  |
| Fonte                  | Avaliação              |
| ---------------------- | ---------------------- |
| Digital Spy            | [ 1 ]                  |

Nick Levine do sítio Digital Spy fez uma crítica positiva à canção, afirmando que tal como a cantora, ele "não tem medo da mudança" e que "não duvida da sinceridade" de Melua:
| “ | Musicalmente, "The Flood" não é menos intrigante, começando como uma atmosfera de pop mediano, balada antes de se transformar em algo completamente diferente, depois de uma mudança surpreendente canção mid-tempo. O resultado? Extremamente elegante e subtil de aventura ao mesmo tempo, sugerindo que Melua mudou precisamente no momento certo. | ” |

## Desempenho nas tabelas musicais

### Posições
| Tabelas musicais (2010)                     | Melhor posição |
| ------------------------------------------- | -------------- |
| Bélgica - Belgium Singles Top 50 (Flandres) | 51             |
| Bélgica - Belgium Singles Top 50 (Valônia)  | 34             |
| Países Baixos - Dutch Top 40                | 79             |
| Noruega - Norway Singles Top 20             | 20             |
| Reino Unido - UK Singles Chart              | 35             |
| Suíça - Swiss Singles Top 75                | 19             |

## Histórico de lançamento
| País        | Data               | Formato          | Editora discográfica |
| ----------- | ------------------ | ---------------- | -------------------- |
| Reino Unido | 17 de Maio de 2010 | Download digital | Dramatico            |
| Reino Unido | 24 de Maio de 2010 | CD single        | Dramatico            |